# Fostiras FC
Maillots
Le Athlitikos Podosfairikos Omilos Fostir (en grec moderne : Αθλητικός Ποδοσφαιρικός Όμιλος Φωστήρ), plus couramment abrégé en Fostiras, est un club grec de football fondé en 1926 et basé dans la ville de Tavros, dans la région d'Athènes.
Il joue actuellement en 3e division grecque, la Football League. 

## Palmarès
| Compétitions nationales |
| --- |
| - Championnat de Grèce de troisième division (2) : - Champion : 1959-1960 et 1969-1970. - Championnat de Grèce de quatrième division (1) : - Champion : 2012-2013. |

## Personnalités du club

### Présidents du club
| - Kazantis Stamatis - Giannis Servos | - Eleftherios Charbatsis |

### Entraîneurs du club
| - Telis Pistolis (2001) - Petros Xanthopoulos (2001 - 2002) - Nikos Argyroulis (2002) - Vangelis Vlachos (2002) - Symeon Karagiannidis (2002) - Nikos Kourbanas (2002) - Symeon Karagiannidis (2002) - Nikos Argyroulis (2002 - 2003) - Efthymis Georgoulis (2003) - Michalis Grigoriou (2007) | - Daniel Batista (2007 - 2008) - Savvas Pantelidis (2008) - Lysandros Georgamlis (2008) - Georgios Vazakas (2008 - 2009) - Thomas Masikas (2009) - Konstantinos Psyropoulos (2012 - 2013) - Efthymis Georgoulis (2013) - Jacky Mathijssen (2013 - 2014) - Krzysztof Warzycha (2014 - 2015) - Vangelis Goutis (2015) | - Konstantinos Psyropoulos (2015 - 2016) - Vangelis Stavrakopoulos (2016) - Nikos Pantelis (2016 - 2017) - Nikolaos Mesolongis (2017 - 2018) - Paraskevas Andralas (2018) - Efthymis Georgoulis (2018 - 2019) - Paraskevas Andralas (2019) - Vangelis Stavrakopoulos (2020 - ) |